# Leopold Figl
Leopold Figl (2 de octubre de 1902 - 9 de mayo de 1965) fue un político austriaco.
Canciller de Austria (Bundeskanzler) de 1945 a 1953, luego ministro del exterior (Außenminister). Negociador, junto con el Bundeskanzler Julius Raab, de la independencia austríaca de las cuatro potencias ocupantes (la Unión Soviética, EE. UU., Gran Bretaña y Francia).